# Michael Bryant
Michael Dennis Bryant (Londra, 5 aprile 1928 – Londra, 25 aprile 2002) è stato un attore britannico.

## Biografia
È noto soprattutto come attore teatrale e particolarmente apprezzate sono state le sue interpretazioni del Foul in Re Lear, Enobario in Antonio e Cleopatra e Polonio in Amleto: per le prime due vinse il Laurence Olivier Award alla miglior performance in un ruolo non protagonista nel 1985, mentre la terza gli valse lo stesso premio nel 1990. Aveva già vinto un Laurence Olivier Award nel 1977, al miglior attore protagonista, quando interpretò Lenin nel dramma di Robert Bolt State of Revolution. È noto anche per aver recitato nella prima produzione de Il ritorno a casa di Harold Pinter, messa in scena all'Aldwych Theatre di Londra dalla Royal Shakespeare Company nel 1965.

## Filmografia parziale

### Cinema
- Il cargo della violenza (Passage Home), regia di Roy Ward Baker (1955)
- Titanic, latitudine 41 Nord (A Night to Remember), regia di Roy Ward Baker (1958)
- Delitto di coscienza (Life for Ruth), regia di Basil Dearden (1962)
- Il cranio e il corvo (The Mind Benders), regia di Basil Dearden (1963)
- Chiamata per il morto (The Deadly Affair), regia di Sidney Lumet (1966)
- Il giardino delle torture (Torture Garden), regia di Freddie Francis (1967)
- Goodbye Mr. Chips, regia di Herbert Ross (1969)
- Nicola e Alessandra (Nicholas and Alexandra), regia di Franklin J. Schaffner (1971)
- La classe dirigente (The Ruling Class), regia di Peter Medak (1972)
- Il giorno del toro (Caravan to Vaccarès), regia di Geoffrey Reeve (1974)
- Gandhi, regia di Richard Attenborough (1982)
- Hamlet, regia di Kenneth Branagh (1996)

### Doppiaggio
- C'era una volta Gesù (The Miracle Maker), regia di Derek W. Hayes e Stanislav Sokolov (2000)

## Doppiatori italiani
Nelle versioni in italiano dei suoi film Michael Bryant è stato doppiato da:
- Gianfranco Bellini in Il cargo della violenza
- Sergio Graziani in Il cranio e il corvo
- Sergio Fiorentini in Gandhi
- Vincenzo Ferro in Hamlet